# Poorwill
De poorwill (Phalaenoptilus nuttallii) is een vogel uit de familie van de nachtzwaluwen (Caprimulgidae).

## Kenmerken
De lichaamslengte bedraagt 18 tot 21 cm en het gewicht 30 tot 60 gram.

## Leefwijze
Deze vogels rusten overdag op de grond. Dankzij zijn verenkleed is het dier nagenoeg onzichtbaar in zijn meestal droge leefomgeving. Ze zijn nachtactief en jagen vanaf hun hoge zitplaats op vliegende insecten. In de winter vervallen ze in een voor vogels ongebruikelijke winterslaap.

## Verspreiding en status
Deze soort komt voor in zuidwestelijk Canada, de westelijke VS, evenals Noord- en Midden-Mexico. Vogels in het noordelijk deel van het verspreidingsgebied trekken in de winter naar het zuidelijke deel.
De soort telt zes ondersoorten:
- P. n. nuttallii: zuidwestelijk Canada, de westelijke en westelijk-centrale Verenigde Staten en noordelijk Mexico.
- P. n. californicus: westelijk Californië en noordelijk Baja California.
- P. n. hueyi: zuidoostelijk Californië, zuidwestelijk Arizona en noordoostelijk Baja California.
- P. n. dickeyi: zuidelijk Baja California.
- P. n. adustus: zuidelijk Arizona en noordelijk Mexico.
- P. n. centralis: centraal Mexico.

## Status
De poorwill heeft een enorm groot verspreidingsgebied en daardoor alleen al is de kans op de status kwetsbaar (voor uitsterven) uiterst gering. De totale populatie is in 2019 geschat op 1,7 miljoen volwassen vogels en aangenomen wordt dat de trend stabiel is. Om deze redenen staat de poorwill als niet bedreigd op de Rode Lijst van de IUCN.